# Hassanal Bolkiah National Stadium
Das Hassanal-Bolkiah-Nationalstadion (englisch Hassanal Bolkiah National Stadium) ist das Nationalstadion Bruneis. Es steht in der Hauptstadt Bandar Seri Begawan und wird gegenwärtig überwiegend für Fußballspiele genutzt. 28.000 Zuschauer finden im Stadion Platz.
Der Bau des Stadions wurde durch öffentliche Mittel von rund 100 Millionen Brunei-Dollar finanziert.
Zum 70. Geburtstag des langjährigen Sultans Omar Ali Saifuddin III. wurde das Stadion am 23. September 1983 eröffnet. Im Rahmen der Eröffnung fand eine Fußballbegegnung zwischen der bruneiischen Fußballnationalmannschaft und dem damaligen englischen Viertligisten Sheffield United statt. Die Gäste gewannen mit 1:0.
Im Dezember 2022 finden hier die Heimspiele der Fußballnationalmannschaft während der Südostasienmeisterschaft statt.